# Bourdonnay

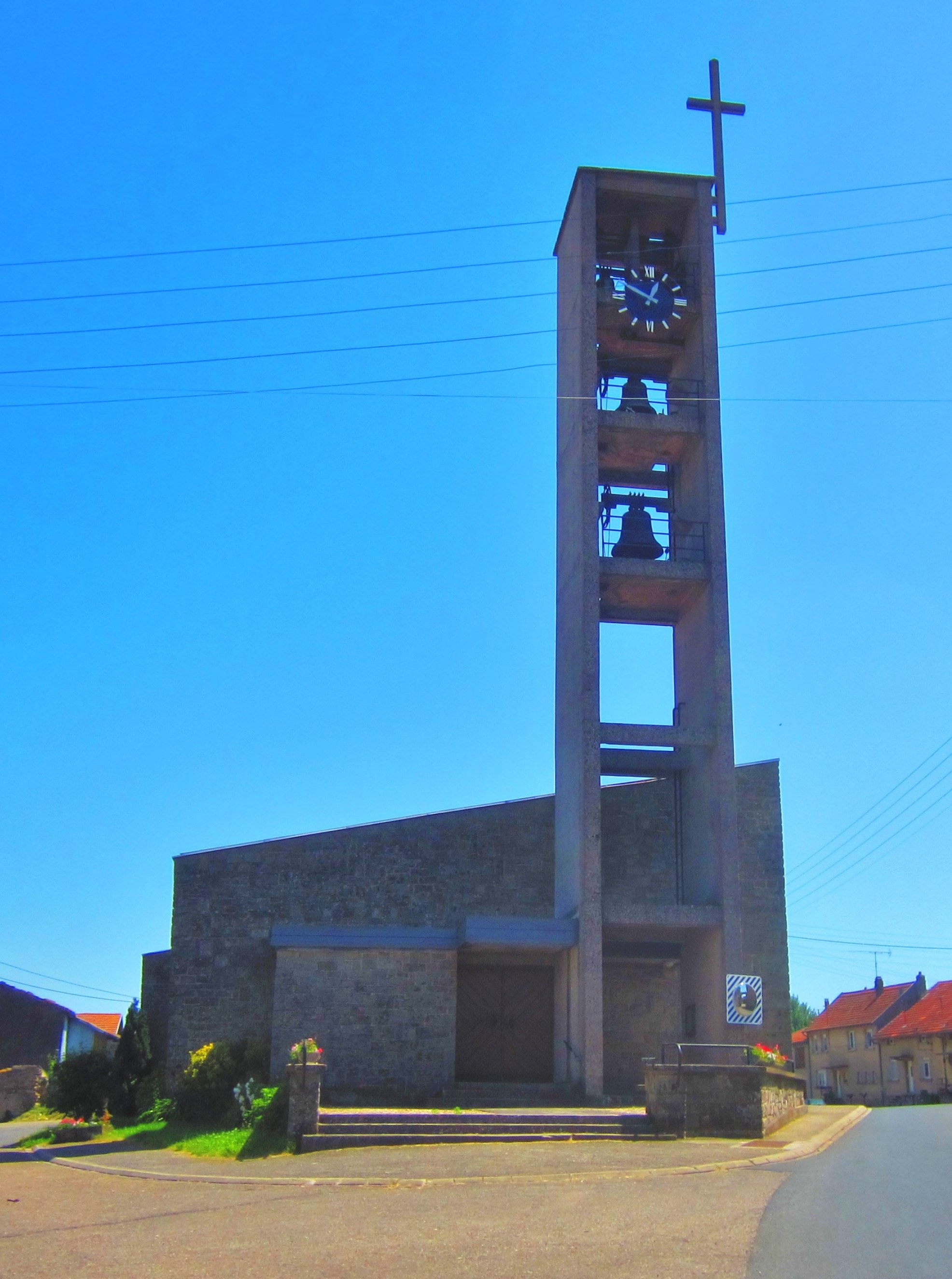
Kirche St. Remi

Bourdonnay ist eine französische Gemeinde mit 246 Einwohnern (Stand 1. Januar 2022) im Département Moselle in der Region Grand Est (bis 2015 Lothringen). Sie gehört zum Arrondissement Sarrebourg-Château-Salins, zum Kanton Le Saulnois und zum Kommunalverband Saulnois.

## Geographie
Bourdonnay liegt in Lothringen im Saulnois (Salzgau) im Regionalen Naturpark Lothringen, östlich des Weihers von Ommeray, etwa 66 Kilometer südöstlich von Metz, 22 Kilometer südöstlich von Château-Salins und 16 Kilometer südöstlich von Vic-sur-Seille (Vic an der Seille) auf einer Höhe zwischen 217 und 283 Metern über dem Meeresspiegel. Das Gemeindegebiet umfasst 17,49 km². Hier entspringt auch das Flüsschen Nard, an der östlichen Gemeindegrenze verläuft die Gueblange.

## Geschichte
Die Ortschaft gehörte früher zum Bistum Metz. Bourdonnay wurde 1256 im Kopialbuch der Abtei St. Eustase de Vergaville als Bourdenniers erstmals urkundlich erwähnt. 1352 kommt es als Bourdeney im Kopialbuch des Klosters Hauteseille vor.
Die Ortschaft wurde im Dreißigjährigen Krieg (1618–1648) zerstört und verlassen und erst zu Beginn des 18. Jahrhunderts wieder aufgebaut.
Der Ortsteil Marimont im Norden war im 18. Jahrhundert eine eigenständige Ortschaft und Sitz einer Baronie. Der Ort ist als Petit-Marimont auf einer Karte von César François Cassini de Thury (1714–1784) verzeichnet. Auf einer Anhöhe stand hier das alte Schloss Marimont mit dicken Mauern, das die Grafen von Salm besaßen.
1793 erhielt Bourdonnay im Zuge der Französischen Revolution (1789–1799) den Status einer Gemeinde und 1801 unter dem heutigen Namen das Recht auf kommunale Selbstverwaltung. Von 1793 bis 1801 war die Gemeinde Hauptort eines gleichnamigen Kantons. Von 1801 bis 1871 gehörte sie zum früheren Département Meurthe, das 1871 in Département Meurthe-et-Moselle umbenannt wurde. 
Durch den Frankfurter Frieden vom 10. Mai 1871 kam die Region an das deutsche Reichsland Elsaß-Lothringen, und das Dorf wurde dem Kreis Château-Salins im Bezirk Lothringen zugeordnet. Die Dorfbewohner betrieben Getreide- und Obstbau.
Nach dem Ersten Weltkrieg musste die Region aufgrund der Bestimmungen des Versailler Vertrags 1919 an Frankreich abgetreten werden und wurde Teil des Département Moselle. Im Zweiten Weltkrieg war die Region von der deutschen Wehrmacht besetzt.
Bourdonnay gehörte als französischsprachige Ortschaft zu den 247 letzten Gemeinden, deren Name am 2. September 1915 aufgrund eines kaiserlichen Erlasses eingedeutscht wurde; bis 1919 lautete der amtliche Name Bortenach.

### Bevölkerungsentwicklung
| Jahr      | 1962 | 1968 | 1975 | 1982 | 1990 | 1999 | 2007 | 2019 |
| --------- | ---- | ---- | ---- | ---- | ---- | ---- | ---- | ---- |
| Einwohner | 342  | 357  | 313  | 272  | 215  | 239  | 260  | 230  |

## Wappen
Das Wappen der Gemeinde ist rot mit einem großen goldenen Stab (Bourdon), der aufrecht in der Mitte steht, umgeben von zwei silbernen Lachsen, die sich mit ihren Rücken an den Stab lehnen. Die silbernen Lachse entsprechen dem Wappen der Familie Réchicourt und tauchen, allerdings als goldene Lachse, auch im Gemeindewappen von Réchicourt-le-Château auf. Die Familie Réchicourt besaß die Burg in Marimont. Der goldene Stab ist eine „redende Figur“, denn im Französischen heißt er Bourdon, was einem Teil des Ortsnamens entspricht.

## Sehenswürdigkeiten
Die Burg der Seigneurs von Réchicourt im Ortsteil Marimont wurde im 15. Jahrhundert erbaut und im 19. Jahrhundert umgebaut. Die Ruinen der ehemaligen Burg und die Friedhofskapelle, mit den Gräbern der Familien Falconet und Jankovitz, wurden 1991 zur Erinnerung an eine der wichtigsten Familien Lothringens des 11. und 12. Jahrhunderts in das Zusatzverzeichnis der Monuments historique (historische Denkmale) eingetragen. Die Gebäude befinden sich heute im Privatbesitz.

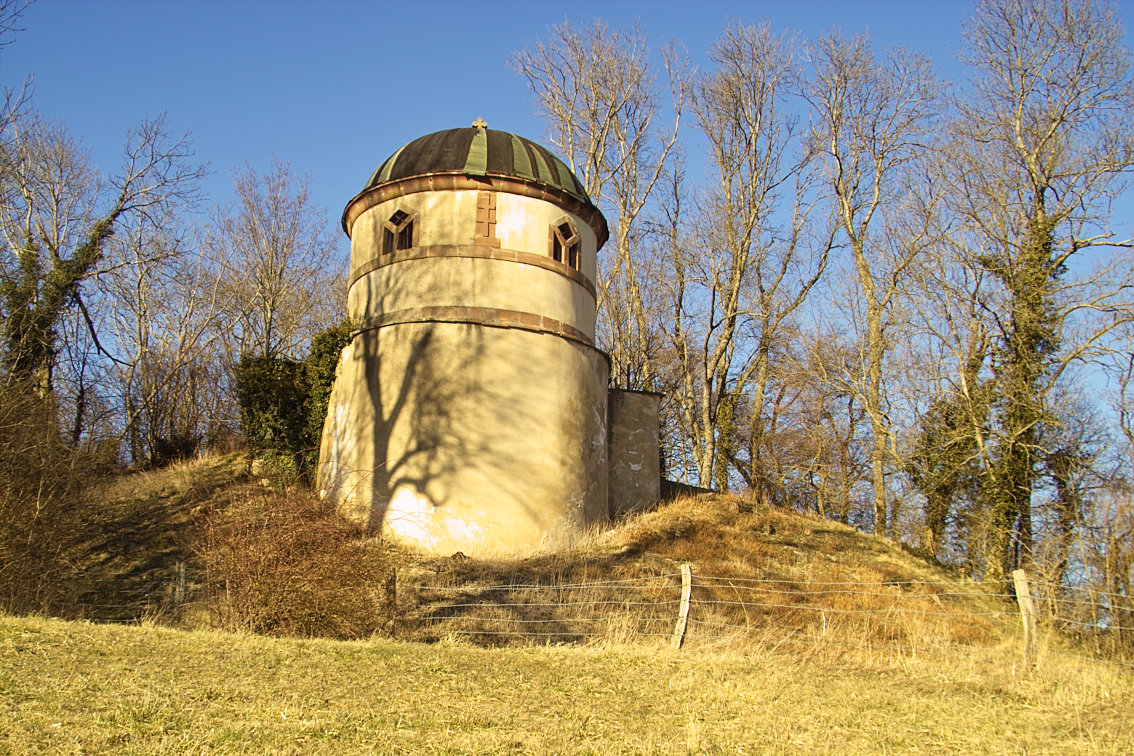
Kapelle des Schlosses Marimont
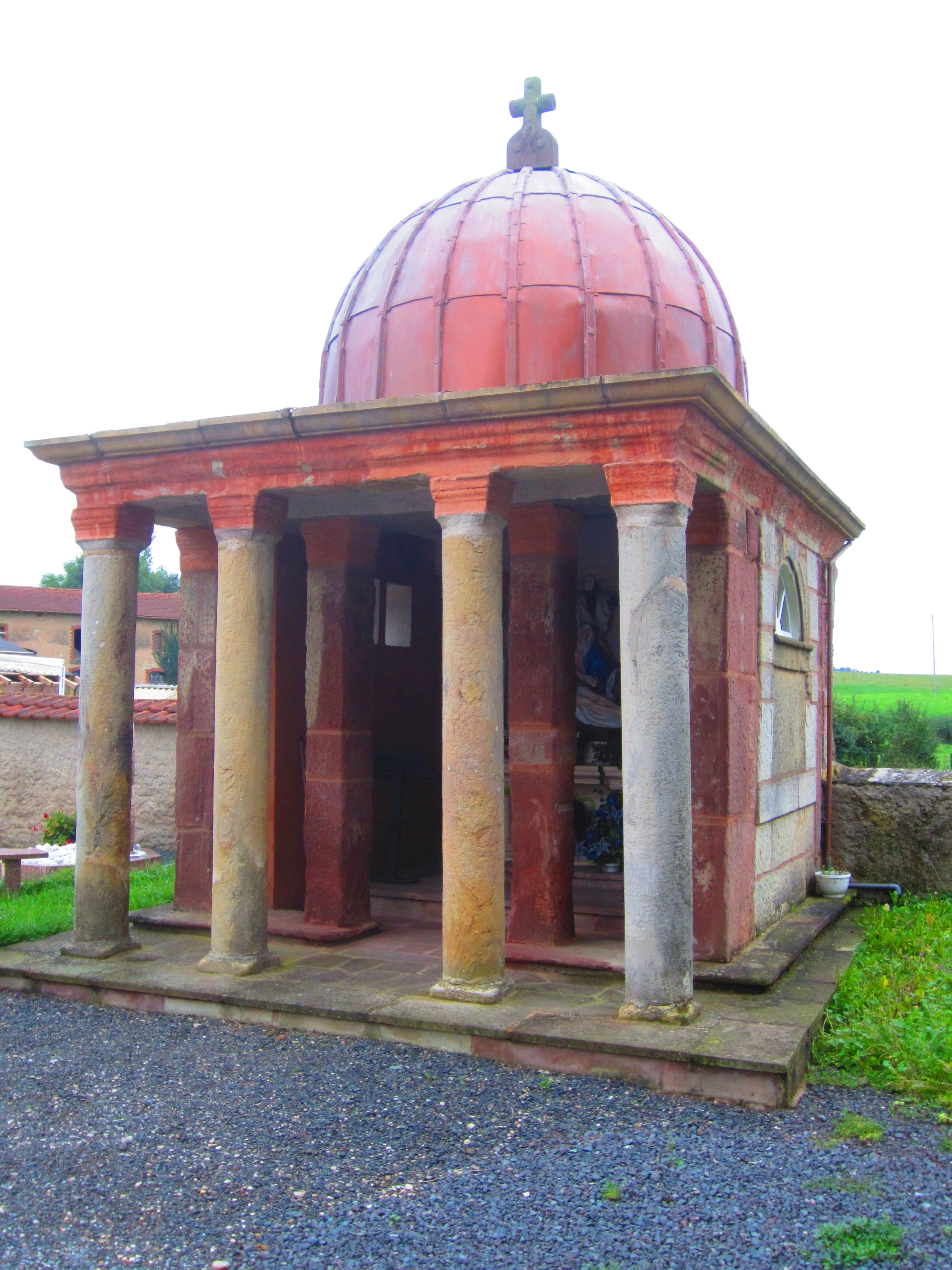
Kapelle Notre-Dame-de-Pitié
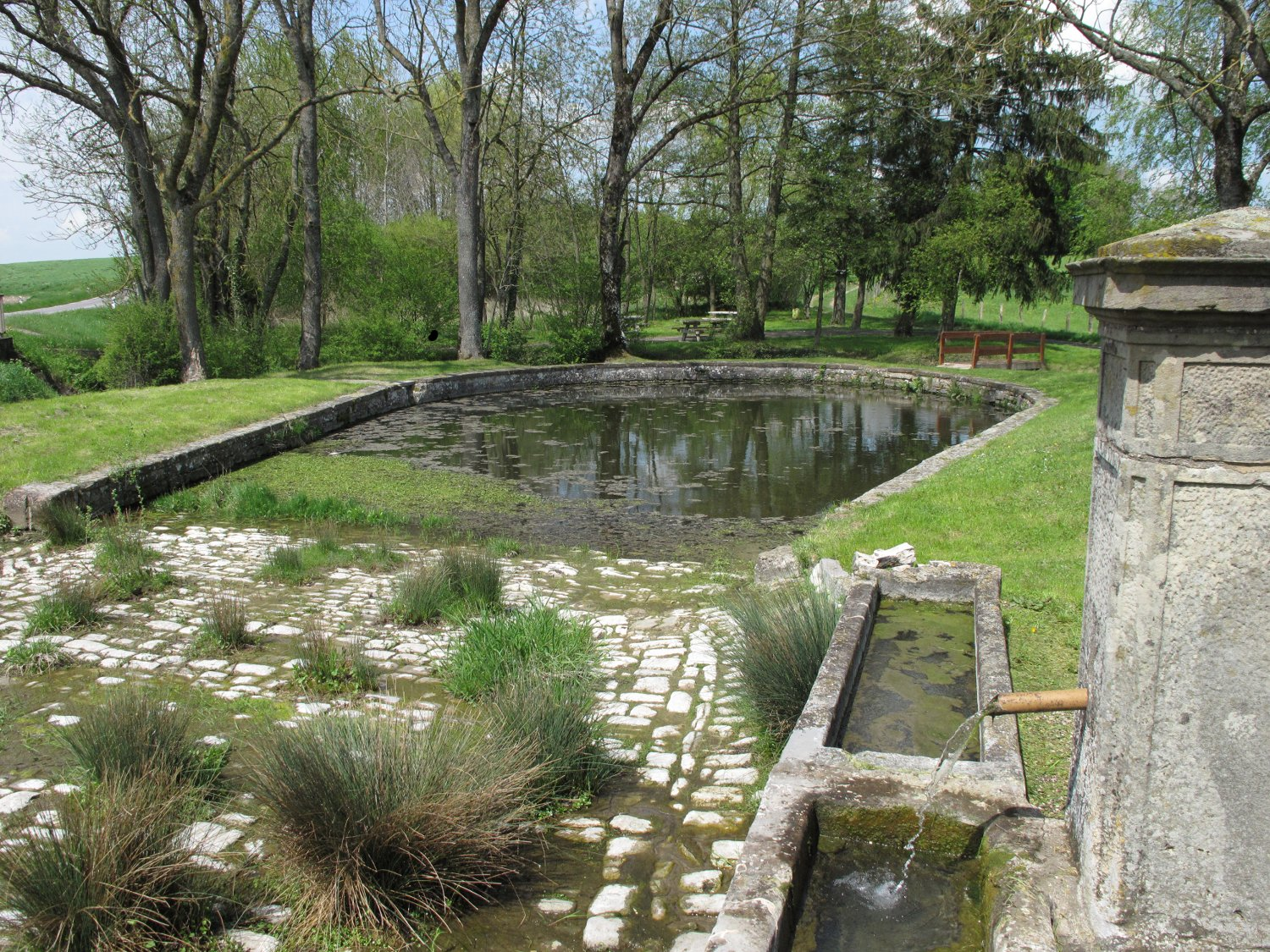
Ehemalige Pferdetränke

## Persönlichkeiten
- Die Brüder Wilhelm Schaeffler (* 3. April 1908; † 22. Oktober 1981) und Georg Schaeffler (* 4. Januar 1917; † 2. August 1996), Gründer der Schaeffler-Gruppe sind auf Schloss Marimont geboren.